# Thaumatophyllum bipinnatifidum
Banana-de-macaco é uma planta da família das aráceas.
A banana-de-macaco (Thaumatophyllum bipinnatifidum), também é conhecida pelos nomes de guaimbê, manacá, bambu-do-brejo, imbê, banana-de-imbê, banana-de-morcego, banana-do-brejo e banana-do-mato, banana-de-bugre e aningaiba.
A "banana-de-macaco" é uma planta nativa da mata atlântica, encontrada no Paraguai e no sul e sudeste do Brasil; Possui similaridade com a costela de Adão (Monstera deliciosa), muito embora não sejam do mesmo gênero, mas difere desta por não apresentar furos nas folhas e ter os recortes mais finos e ondulados.
É uma planta moderadamente tóxica (principalmente as folhas) cujo princípio ativo é o oxalato de cálcio. Possuía entre os nativos e remanescentes do meio rural brasileiro o uso na pesca em pequenos rios e lagoas: o caldo de suas folhas, maceradas é jogado nas águas, o que provoca o entorpecimento dos peixes que, assim, flutuam na superfície, bastando então a coleta.
De suas raízes também era comum o uso para a confecção de cestos, barbantes, e outros apetrechos.
Seu uso atual restringe-se à ornamentação e jardinagem.